# Генеральна округа Волинь-Поділля
Генера́льна окру́га Воли́нь-Поді́лля (нім. Generalbezirk Wolhynien und Podolien, пол. Okręg generalny Wołyń-Podole) — адміністративно-територіальна одиниця райхскомісаріату Україна часів Другої світової війни, утворена на території колишніх Рівненської, Волинської, Кам'янець-Подільської і частково Тернопільської областей Української РСР та південної частини колишніх Берестейської і Пінської областей Білоруської РСР. Поділялася спочатку на 27, пізніше на 25 округ або ґебітів (нім. Kreisgebiet — буквально «окружна область»). Перестала існувати внаслідок захоплення радянською армією Луцька і Рівного 5 лютого 1944 року.
На території округи виникла і активно воювала проти всіх ворогів української державності Українська повстанська армія, а також діяла Колківська повстанська республіка.

## Історія
22 червня 1941 року нацистська Німеччина напала на Радянський Союз та захопила перші населені пункти у підрадянській Україні. До 30 червня нацистські війська зайняли Ковель, Луцьк, Рівне, Дубно, Львів. 17 липня 1941 року для окупованих радянських територій, які не входили до компетенції Генерального губернаторства або адміністрацій прикордонних із Німеччиною областей, Гітлер утворив Міністерство окупованих східних областей, яке очолив А. Розенберг. 20 серпня з частини захоплених українських земель створено райхскомісаріат Україна. А. Розенберг пропонував на посаду райхскомісара штабсляйтера А. Шікеданца, пізніше затвердженого на посаді керівника планованого райхскомісаріату Кавказ, а E. Коха — на посаду райхскомісара суттєво зменшеної у планах гітлерівців Росії, де окупаційний режим мав бути жорстокішим. Проте, за рекомендаціями Г. Герінга і М. Бормана, керівником райхскомісаріату Україна А. Гітлер призначив гауляйтера Східної Пруссії E. Коха. У промові з нагоди вступу на посаду райхскомісар охарактеризував себе як «брутальну собаку» і цинічно зазначив, що не збирається займатися вивченням слов'янської душі, а буде наводити порядок за допомогою тютюну, горілки і батога. У Німеччині E. Коха називали «другим Сталіним», що найкраще свідчить про його ставлення до України.
1 вересня 1941 року о 12 годині дня було офіційно утворено генеральну округу Брест-Литовський (нім. Generalbezirk Brest-Litowsk). Відповідно місцем перебування генерального комісаріату було місто Брест-Литовський. В українській історіографії це утворення на початковому етапі діяльності (до кінця 1941 р.) називається також генеральна округа Волинь. Спочатку до її складу входили Рівненська, Волинська, Кам'янець-Подільська, 6 передвоєнних районів Тернопільської області і західні райони (Барський, Мурованокуриловецький і частина Могилів-Подільського району) Вінницької області Української РСР та південні частини колишніх Берестейської і Пінської областей Білоруської РСР. 1 січня 1942 р. відбулося перейменування генеральної округи Брест-Литовський на генеральну округу Волинь-Поділля. 19 червня 1942 р. адміністративний центр було перенесено з Бреста-Литовського в Луцьк. 8 вересня 1942 р. Брест-Литовський міський (нім. Brest-Litowsk-Stadt) і Брест-Литовський сільський ґебіти (нім. Brest-Litowsk-Land) об'єдналися в один новий Брест-Литовський ґебіт (нім. Kreisgebiet Brest Litowsk). 15 січня 1943 р. Рівненський ґебіт (нім. Kreisgebiet Rowno) і Здолбунівський ґебіт (нім. Kreisgebiet Sdolbunow) злилися в один новий Рівненський ґебіт (нім. Kreisgebiet Rowno). Станом на 1 вересня 1943 р. генеральна округа Волинь-Поділля охоплювала 25 ґебітів (округ). З остаточним захопленням радянськими військами райхскомісаріату Україна в лютому 1944 р. залишки території генеральної округи Волинь-Поділля (Берестейський, Кобринський та Пінський ґебіти), які ще не встигла окупувати Червона Армія, було передано генеральній окрузі Білорутенія, що входила до складу райхскомісаріату Остланд.

## Географія і демографія
Територія генеральної округи неодноразово зазнавала змін. У 1942 році її площа становила 77 035 км², у 1943 — 80 507,99 км², на початку 1944 її територія поступово зменшувалася. За площею у 1943 році вона посідала перше місце у райхскомісаріаті Україна, за чисельністю населення — друге (після київської).
Генеральна округа Волинь-Поділля на заході межувала з дистриктом Галичина та дистриктом Люблін, на північному заході — з округою Білосток, на півночі — з генеральною округою Білорусь райхскомісаріату Остланд, на сході — з генеральною округою Житомир, на півдні — з губернаторством Буковина, на південному сході — з губернаторством Трансністрія.
За національним складом населення домінували українці (3 млн 500 тис. осіб або 75 %), поляків було 460 тис. (10,9 %), євреїв — 330 тис. (7,8 %), білорусів — 280 тис. (6,6 %), росіян — 330 тис.(7,8 %), німців — 3 тис. (0,07 %).

## Керівництво
Генеральною округою керувала німецька окупаційна адміністрація — генеральний комісаріат. Спочатку його місцем перебування був Брест-Литовський, згодом — Луцьк. Від самого початку генеральним комісаром Волині-Поділля був обергрупенфюрер СА Генріх Шене з Кенігсберга. З жовтня 1942 р. обов'язки генерального комісара Волині-Поділля виконував генеральний комісар Житомира, начальник окружного управління Курт Клем. Також до генерального комісаріату входив начальник СС і поліції, ним із 1 вересня 1941 р. був бригадефюрер СС Геррет Корземан, із 1 вересня 1942 р. — бригадефюрер СС Вільгельм Ґюнтер, а з 10 лютого 1944 р. — оберфюрер СС Ернст Гартманн з Пінська. Начальник СС і поліції Волині спершу перебував у Бресті-Литовському, потім — у Рівному (штаб у Луцьку).

## Адміністративно-територіальний поділ
До складу Генеральною округи входило 25 ґебітів (округ):
- Антонінський ґебіт (нім. Kreisgebiet Antoniny): Антонінський, Красилівський і Базалійський райони[6]
- Барський ґебіт (нім. Kreisgebiet Bar): Барський, Яришівський, Мурованокуриловський і Новоушицький райони
- Берестейський ґебіт (нім. Kreisgebiet Brest Litowsk): Брест-Литовський міський, Брест-Литовський сільський, Домачевський, Малоритський, Мотикальський і Жабинківський райони
- Володимир-Волинський ґебіт (нім. Kreisgebiet Wladimir Wolynsk): Володимир-Волинський міський, Володимир-Волинський сільський, Порицький, Устилузький і Вербський райони
- Дубенський ґебіт (нім. Kreisgebiet Dubno): Демидівський, Дубенський, Косинський, Млинівський, Острожецький, Радивилівський і частина Вербського (біля Дубно) району
- Дунаєвецький ґебіт (нім. Kreisgebiet Dunajewzy): Дунаєвецький, Миньковецький, Новоушицький, Віньковецький і Солобковецький райони[6]
- Горохівський ґебіт (нім. Kreisgebiet Gorochow): Берестечківський, Горохівський, Локачівський і Озютицький райони
- Заславський ґебіт (нім. Kreisgebiet Saslaw): Заславський, Плужнянський, Ляховецький і Теофіпольський райони[6]
- Камінь-Каширський ґебіт (нім. Kreisgebiet Kamen Kaschirsk): Камінь-Каширський, Любешівський і Морочненський райони
- Кам'янець-Подільський ґебіт (нім. Kreisgebiet Kamenez Podolsk): Кам'янець-Подільський, Староушицький, Орининський, Смотрицький райони[6]
- Кобринський ґебіт (нім. Kreisgebiet Kobryn): Антопільський, Березокартузький, Дорогичинський, Дивинський і Кобринський райони
- Ковельський ґебіт (нім. Kreisgebiet Kowel): Голобський, Ковельський міський, Ковельський сільський, Маневицький, Мацеївський, Ратнівський, Седлищенський, Заболоттівський і Турійський райони
- Костопільський ґебіт (нім. Kreisgebiet Kostopol): Березнівський, Деражнянський (біля Горині), Костопільський, Людвипільський і Степанський райони
- Кременецький ґебіт (нім. Kreisgebiet Kremianez): Кременецький, Лановецький, Почаївський, Шумський і Вишнівецький райони
- Летичівський ґебіт (нім. Kreisgebiet Letitschew): Летичівський, Деражнянський (на Поділлі)[1], Вовковинецький і Меджибізький райони[6]
- Луцький ґебіт (нім. Kreisgebiet Luzk): Ківерцівський, Колківський, Луцький міський, Луцький сільський, Олицький, Піддубцівський, Рожищенський, Сенкевичівський, Торчинський і Цуманський райони
- Любомльський ґебіт (нім. Kreisgebiet Luboml): Головненський, Любомльський і Шацький райони
- Пінський ґебіт (нім. Kreisgebiet Pinsk): Янівський, Лунинецький, Пінський східний і Пінський західний райони
- Проскурівський ґебіт (нім. Kreisgebiet Proskurow): Проскурівський, Фельштинський, Чорноострівський, Волочиський райони[6]
- Рівненський ґебіт (нім. Kreisgebiet Rowno): Олександрійський, Гощанський, Клеванський, Корецький, Межиріцький, Мізоцький район, Острозький, Рівненський міський, Рівненський сільський, Здолбунівський міський, Здолбунівський сільський і Тучинський райони
- Сарненський ґебіт (нім. Kreisgebiet Sarny): Домбровицький, Клесівський, Рафалівський, Рокитнівський, Сарненський і Володимирецький райони
- Старокостянтинівський ґебіт (нім. Kreisgebiet Staro Konstantonow): Старокостянтинівський, Грицівський, Остропільський і Старосинявський райони
- Столинський ґебіт (нім. Kreisgebiet Stolin): Березівський, Давид-Городоцький, Столинський і Висоцький райони
- Шепетівський ґебіт (нім. Kreisgebiet Schepetowka): Шепетівський, Полонський, Берездівський і Славутський райони[6]
- Ярмолинецький ґебіт (нім. Kreisgebiet Jarmolinzy): Ярмолинецький, Городоцький, Сатанівський райони[6]

## Адміністративний апарат
Німецька цивільна влада зосереджувалася в руках генерального комісара і гебітскомісарів. В управлінській структурі генерального комісаріату діяло 4 головні управління. Керівні посади на рівні ґебіту займали переважно німецькі чиновники. Представників місцевого населення приймали лише на низові посади (секретарів, перекладачів, техробітниць). Окрім органів німецької цивільної адміністрації, окупаційна влада створила систему місцевого самоврядування: обласні, районові, міські, волосні та сільські управи, керівниками яких гітлерівці призначали українців. Від керівника районної управи вимагалося виконання всіх наказів і розпоряджень начальників поліції, місцевих комендантів та чиновників німецької цивільної влади. Управителям району заборонялося самочинно проводити будь-які заходи без дозволу німецьких посадовців. Згідно з організаційним планом у структуру районної управи входило 12 відділів. Штат кожного відділу включав від двох до п'ятьох працівників. Керівники відділів були підзвітні голові управи. Винятком був тільки керівник правничого відділу — мировий суддя району, який підпорядковувався безпосередньо гебітскомісару. Структуру міських управ, їх штат регламентувала низка розпоряджень органів німецької цивільної адміністрації. Керівник міста підпорядковувався голові району. Заступник голови виконував обов'язки секретаря міської управи та керівника адміністративного відділу. Нижчою ланкою у структурі місцевого самоврядування були волосні управи, які створювалися замість ліквідованих радянських сільрад і поширювали свою юрисдикцію на декілька населених пунктів. Найнижчою ланкою в адміністративному управлінні були сільські управи на чолі з виборними старостою і писарем, утворені у кожному селі.
Німецька адміністративна система проіснувала до приходу радянських військ (січень—квітень 1944 р.).